# Józef Stadnicki (zm. 1752)
Józef Stadnicki herbu Szreniawa bez Krzyża (zm. 1752) – kasztelan sanocki w 1750, chorąży sanocki w latach 1744–1750, podczaszy sanocki w latach 1732–1744, miecznik sanocki w latach 1725–1732.
W 1733 podpisał elekcję Stanisława Leszczyńskiego. Był konsyliarzem konfederacji województwa ruskiego, zawiązanej 10 grudnia 1733 w obronie wolnej elekcji Stanisława Leszczyńskiego. Konsyliarz konfederacji dzikowskiej 1734.